# Niegosławice (Lubusz)
Pour les articles homonymes, voir Niegosławice.
Niegosławice (prononciation : [ɲɛɡɔswaˈvit͡sɛ]) est un village polonais de la gmina de Niegosławice dans le powiat de Żagań de la voïvodie de Lubusz dans l'ouest de la Pologne.
Le village est le siège administratif (chef-lieu) de la gmina appelée gmina de Niegosławice.
Il se situe à environ 28 kilomètres à l'est de Żagań (siège de le powiat) et 42 kilomètres au sud de Zielona Góra (siège de la diétine régionale).
Le village compte approximativement une population de 930 habitants.

## Histoire
Le nom allemand du village était Waltersdorf.
Après la Seconde Guerre mondiale, avec les conséquences de la Conférence de Potsdam et la mise en œuvre de la ligne Oder-Neisse, le village est intégré à la République populaire de Pologne. La population d'origine allemande est expulsée et remplacée par des Polonais.
De 1975 à 1998, le village appartenait administrativement à la voïvodie de Zielona Góra.

Depuis 1999, il appartient administrativement à la voïvodie de Lubusz.